# ماك بيرك
ماك بيرك (بالإنجليزية: Mack Burk)‏ هو لاعب كرة قاعدة أمريكي، ولد في 21 أبريل 1935 في ناكوغدوشس في الولايات المتحدة.